# Ananthura antipai
Ananthura antipai — вид морських рівноногих раків родини Antheluridae. Рачок поширений у Північній Атлантиці біля берегів Іспанії та Марокко.